# La extraña pareja (obra de teatro)
La extraña pareja (The Odd Couple en su título original) es una obra de teatro escrita por el dramaturgo estadounidense Neil Simon. Tras su estreno en Broadway en 1965, se realizó una adaptación cinematográfica en 1968 y una serie televisiva en 1970. La obra gira en torno a dos amigos, Oscar Madison y Felix Ungar, que deciden compartir piso, pero la convivencia entre ellos pronto se hace imposible debido a sus personalidades totalmente opuestas. Simon adaptó la obra en 1985 poniendo como protagonistas a dos mujeres, Olive Madison y Florence Unger, y titulándola The Female Odd Couple. En 2002 se realizó una versión actualizada titulada Oscar and Felix: A New Look at the Odd Couple.

## Argumento
Felix Unger es un hombre de mediana edad, meticuloso y obsesionado con el orden y la limpieza, que es expulsado del hogar familiar por su esposa. Ante esta situación, a Felix no le queda otra opción que recurrir a su amigo Oscar Madison, para que le permita compartir su apartamento. El problema llega cuando Felix descubre que el carácter de Oscar es diametralmente opuesto al suyo, pues se trata de un tipo despreocupado y juerguista. La convivencia en absoluto resultará sencilla.

## Estreno
- Plymouth Theatre, Broadway, 10 de marzo de 1965.[1]
  - Dirección: Mike Nichols.
  - Intérpretes: Walter Matthau, sustituido desde noviembre de 1965 por Jack Klugman, y desde febrero de 1966 por Pat Hingle, (Oscar), Art Carney sustituido desde  octubre de 1965 por Eddie Bracken (Felix), John Fiedler, Nathaniel Frey, Sidney Armus,  Monica Evans, Carole Shelley.

## Otras representaciones destacadas
- Queen's Theatre, Londres, 1966.
  - Intérpretes: Jack Klugman (Oscar), Victor Spinetti (Felix), Ken Wayne, Matt Zimmerman, John Sterland, Rosemary Martin, Patricia Brake.

- Théâtre de la Renaissance, París, 1966.
  - Adaptación: Albert Husson
  - Dirección: Pierre Mondy.
  - Intérpretes: Pierre Mondy, Robert Dhéry, Jean Bretonnière, Francis Lax, Teddy Bilis, Michel Nastorg, Geneviève Kervine, Carole Grove.

- Los Ángeles, California, 1967.
  - Intérpretes: Ernest Borgnine (Oscar), Don Rickles (Felix), Loretta Swit.

- McMaster Shakespearean Players, 1970.
  - Intérpretes: Eugene Levy (Oscar), Martin Short (Felix), Dave Thomas (Murray).

- Glasgow, Escocia, 1995
  - Intérpretes: Craig Ferguson (Oscar), Gerard Kelly (Felix),

- Teatro Haymarket, Londres, 1996.
  - Intérpretes: Jack Klugman (Oscar), Tony Randall (Felix).[2]

- Geffen Playhouse, Los Ángeles, 2002.
  - Nuevo título: Oscar and Felix: A New Look at the Odd Couple
  - Adaptación: Del propio Neil Simon, incorporando referencias a la actualidad.[3]
  - Dirección: Peter Bonerz
  - Intérpretes: John Larroquette (Oscar), Joe Regalbuto (Felix) y Maria Conchita Alonso (Ynes).

- Brooks Atkinson Theatre, Broadway, 2005.[4][5]
  - Intérpretes: Nathan Lane (Oscar), Matthew Broderick (Felix).

- Cherry Lane Theatre, Off-Broadway, Nueva York, 9 de enero de 2011. Lectura dramatizada.[6]
  - Intérpretes:Ethan Hawke y Billy Crudup.

## La obra en España
La extraña pareja se ha representado en España en numerosas ocasiones, la primera de ellas pocos meses después de su estreno en Nueva York. Pueden mencionarse las siguientes:
- Teatro Infanta Isabel, Madrid, septiembre de 1965.[7]
  - Adaptación: Alfonso Paso.
  - Intérpretes: Francisco Piquer (Oscar), Manolo Gómez Bur (Félix), Joaquín Pamplona, Roberto Llamas, Manuel San Román, Eduardo Moreno, Montserrat Noé, Emilia Rubio.

- Teatro Talía, Barcelona, 1970.[8]
  - Adaptación: Alfonso Paso.
  - Intérpretes: Francisco Piquer (Oscar), Rafael Alonso (Félix), Ricardo Canales, Carlos Ibarzábal, Jesús Molina, Vicente Sangiovanni.

- Teatro Calderón, Madrid, 1987.[9]
  - Dirección: José Osuna.
  - Intérpretes: Fernando Esteso (Oscar), Andrés Pajares (Félix), Pilar Barrera, Laura Cepeda, Alberto Fernández, Carlos Marcet, Francisco Vidal.

- Teatro Borrás, Barcelona, 1994.[10]
  - Adaptación: Àngel Alonso.
  - Intérpretes: Paco Morán (Óscar), Joan Pera (Félix).

- Teatro Príncipe, Madrid, 2006.
  - Intérpretes: Pedro Osinaga (Oscar), Joaquín Kremel (Félix), Julia Torres, Fernando Lage, José Luis Santar, Antonio Cifo.

- Teatro Reina Victoria, Madrid, 2012.
  - Adaptación: Agustín Jiménez.
  - Intérpretes: Raúl Cimas (Óscar), Juanjo Cucalón (Félix), Alfredo Alba, Marta Rubio, Javier Losán.

- Teatro Condal, Barcelona, 2014.
  - Intérpretes: Antonio Dechent (Óscar), Joan Pera (Félix).

## Premios
La obra obtuvo cuatro Premios Tony a la mejor obra, mejor actor (Matthau) y mejor director.

## Versión femenina
En 1985, Neil Simon revisó The Odd Couple para adaptarla a un reparto femenino. Se tituló The Female Odd Couple (La extraña pareja femenina) y se basaba en la misma historia y los mismos personajes, rebautizados como Florence Unger y Olive Madison. 
The Female Odd Couple se estrenó en el Broadhurst Theatre de Broadway el 11 de junio de 1985 estuvo interpretado por Sally Struthers y Rita Moreno como Florence (Felix) y Olive (Oscar), acompañadas por Lewis J. Stadlen y Tony Shalhoub.
Esta versión se representó en Italia en 1986, con Monica Vitti y Rosella Falk y en el Apollo Theatre de Londres en 2001, con Paula Wilcox (Florence) y Jenny Seagrove (Olive). Además, se repuso en Estados Unidos en 2000, en una versión que interpretaron Barbara Eden (Florence) y Rita McKenzie (Olive).
En España se estrenó en 2001, bajo el título de Ellas. La extraña pareja, en versión de Diana Laffond, dirigida por Eusebio Lázaro e interpretada por Cristina Higueras y Fiorella Faltoyano.
Extraña pareja femenina debutó en Argentina por primera vez en 1989, protagonizada por Ana María Picchio y Soledad Silveyra. La obra fue dirigida por Carlos Moreno y estrenada en el Teatro Lola Membrives. En este complejo y en 2001 se estrenó por segunda vez la obra, estelarizada por Patricia Palmer y Catherine Fulop. Fue producida por Quique Aguilar y el esposo de esta última, Osvaldo Sabatini. A diferencia de sus antecesoras interpretaciones —femeninas y masculinas—, esta versión de la comedia no contaba con entreacto, su trama estaba adaptada a Buenos Aires —en lugar de Nueva York— y diversos detalles del guion habían sido amoldados a la cultura argentina. Una crítica del diario La Nación mencionó al respecto que «ya no se trata de mujeres que se acomodan a un discurso masculino, sino que, ambientadas en Buenos Aires, ellas se lucen con una caracterología netamente porteña, pero también muy femenina, que las hace verosímiles».
Una nueva producción de la versión femenina de Neil Simon se estrenó en 2016, dirigida por Andrés Rus  e interpretada por Susana Hernáiz, Elda García, María Muñoz, Teresa Soria Ruano, Patirke Mendiguren, Cristina Palomo Alonso, Chema Coloma y Diego Quirós. Este montaje, que comenzó en la madrileña sala  off Nueve Norte, pasó posteriormente al Teatro Lara, al Teatro Infanta Isabel y al Teatro Amaya.

## Cine y televisión
En 1968 Gene Saks dirigió la película del mismo título, en la que Matthau repitió personaje y Jack Lemon interpretó a Felix.
Dos años después, la cadena ABC comenzó a emitir la serie, que se mantuvo en pantalla durante cinco años y 114 episodios, con Tony Randall (Felix) y Jack Klugman (Oscar).
Se llegó a realizar una versión de dibujos animados (The Oddball Couple), emitida como serie en 1975 con un perro y un gato asumiendo los principales personajes.
El 19 de febrero de 2015, la CBS empezó a emitir un remake de The Odd Couple, también en formato sitcom. Oscar Madison es interpretado por Matthew Perry y a Felix Unger le da vida Thomas Lennon.